# Gyldendals Tranebøger
Gyldendals Tranebøger er en serie af skønlitterære værker i paperback-form, udgivet af forlaget Gyldendal siden 1959. Efter forbillede i de engelske Penguin-bøger lancerede forlaget en billigbogsserie, der til at begynde med bød på et meget bredt genrevalg, rejselitteratur (Karl Eskelund), biografi (Madame Curie), filmroman (Shane, den tavse rytter), madbøger (Hvad skal vi ha til middag?). Serien blev hurtigt meget populær og fandt snart sit væsentligste repertoire i nyere dansk og vesteuropæisk skønlitteratur. De første mange tranebøger har et nummer (står på ryggen), de seneste udkomne har ingen nummerering. Nummereringen er fra 1 til 258. 

## Tranebøger

### nr. 1 – 112
1. Pierre Andrezel: GENGÆLDELSENS VEJE
2. A J Cronin: BORGEN
3. Karl Eskelund: MIN KONE SPISER MED PINDE
4. Martin A. Hansen: LØGNEREN
5. Nordhoff og Hall: MYTTERI PÅ BOUNTY
6. Erich Maria Remarque: INTET NYT FRA VESTFRONTEN
7. Jack Shaefer: SHANE DEN TAVSE RYTTER
8. Irwin Shaw: DE UNGE LØVER
9. John Steinbeck: DAGDRIVERBANDEN
10. Richard Wright: SØN AF DE SORTE
11. H.C. Branner: RYTTEREN
12. Colette: GIGI
13. Eve Curie: MADAME CURIE
14. Graham Greene: MANDEN I TÅGEN
15. Nordahl Grieg: UNG MÅ VERDEN ENDNU VÆRE
16. Jan de Hartog. HOLLANDS SØNNER
17. Thomas Mann: FELIX KRULL
18. Jules Romains. KAMMERATERNE
19. Shakespeare: HAMLET & JULIUS CÆSAR
20. John Steinbeck: RUTEBIL PÅ AFVEJE
21. Jørgen-Frantz Jacobsen: BARBARA
22. D.H. Lawrence: SØNNER OG ELSKERE
23. J.D. Salinger: FORBANDEDE UNGDOM
24. Dorothy Sayers: GIFTMORDET
25. Erskine Caldwell: REJSENDE I RELIGION
26. Cheryl Chessman: DØDS-CELLE 2455
27. Dansk lyrik fra Gustaf Munch-Petersen til Frank Jæger
28. Johannes V. Jensen: KONGENS FALD
29. Emile Zola: NANA
30. Lise Bræmme: HVAD SKAL VI HA TIL MIDDAG
31. Sigurd Hoel: MØDET VED MILEPÆLEN
32. Edgar Allan Poe: HEMMELIGHEDSFULDE FORTÆ
33. Hans Scherfig: DET FORSØMTE FORÅR
34. Albert Camus: FALDET
35. Scott Fitzgerald. DEN STORE GATSBY
36. Mihail Sjolohov. STILLE FLYDER DON
37. Gustav Wied: LIVSENS ONDSKAB
38. Karel Capek: KRIGEN MOD SALAMANDRENE
39. Robert Graves: JEG CLAUDIUS
40. Martin A. Hansen: HØSTGILDET og andre noveller
41. Nordhoff og Hall: I KAMP MED HAVET
42. Alexander Baron: DE KOM FRA BY – DE KOM FRA LAND
43. Lin Yutang: JORDISK LYKKE
44. Somerset Maugham: TO ANSIGTER
45. Knud Sønderby: MIDT I EN JAZZTID
46. Sonja Hauberg: SYV ÅR FOR LEA
47. Alan Paton: VE MIT ELSKEDE LAND
48. Erich Maria Remarque: TRIUMFBUEN
49. Edgar Wallace: DEN BLODRØDE CIRKEL
50. Graham Greene: MAGTEN OG ÆREN
51. Somerset Maugham: HONNING OG MALURT
52. Mezz Mezzrow : MIN ASKE TIL DE SORTE
53. Hans Scherfig: DEN FORSVUNDNE FULDMÆGTIG
54. Peter Seeberg: FUGLS FØDE
55. Fjodor Dostojevskij: DOBBELTGÆNGEREN
56. Edith Rode: DE TRE SMÅ PIGER
57. Dorothy L. Sayers: ANNONCER DER DRÆBTE
58. Lillian Smith: SÆLSOM FRUGT
59. H. C. Branner: INGEN KENDER NATTEN
60. Dansk lyrik fra Tom Kristensen til Piet Hein
61. Charles O. Locke: FREDLØS FÆRD
62. Boris Pasternak. DR ZIVAGO
63. Aage Bertelsen: OKTOBER 43
64. Anatole France: DRONNING GÅSEFOD
65. Hans Habe: OFF LIMITS
66. Franz Kafka: PROCESSEN
67. Hans Kirk: FISKERNE
68. Alfred Neumann: MELLEM NAT OG DAG
69. John O'Hara: VI MØDES I SAMARRA
70. Tage Skoe-Hansen: DE NØGNE TRÆER
71. Vilh Bergsøe: FRA PIAZZA DEL POPOLO
72. Gunnar Gunnarsson: SALIGE ER DE ENFOLDIGE
73. John Steinbeck: PERLEN
74. Evelyn Waugh: EN HÅNDFULD STØV
75. H.C. Andersen: EVENTYR 1
76. H.C. Andersen: EVENTYR 2
77. H.C. Andersen: EVENTYR 3
78. Karl Bjarnhof: STJERNERNE BLEGNER
79. Theodore Dreiser: SØSTER CARRIE
80. Johs V. Jensen: SKIBET
81. André Malraux: MENNESKETS LOD
82. Herman Bang: TINE
83. Knuth Becker: DET DAGLIGE BRØD
84. Heinrich Gerlach: DØDSDØMT ARMÈ
85. Richard Hughes: BAROMETRET FALDER
86. Herman Bang: LUDVIGSBAKKE
87. Herman Bang: STUK
88. Herman Bang: VED VEJEN og SOMMERGLÆDER
89. Herman Bang: IRENE HOLM og andre noveller
90. Stephen Crane: MODETS RØDE KOKARDE
91. Thor Heyerdahl: AKU-AKU
92. Franz v. Jessen: KATJA
93. Jens Kruuse: MIN HAT SIDDER SKÆVT
94. August Strindberg: FOLKENE PÅ HEMSÖ
95. August Strindberg: DET RØDE VÆRELSE
96. Dansk lyrik fra JVJ til H Bergstedt
97. Pär Lagerkvist: BARABBAS
98. Somerset Maugham: KNIVENS ÆG
99. VERDENS-ATLAS
100. Karen Blixen: FRA DET GAMLE DANMARK I
101. Karen Blixen: FRA DET GAMLE DANMARK II
102. William Heinesen: DE FORTABTE SPILLEMÆND
103. Alexander Kielland: GARMAN & WORSE
104. Alan Sillitoe: LØRDAG AFTEN – SØNDAG MORGEN
105. J.P. Jacobsen: SAMLEDE VÆRKER I
106. J.P. Jacobsen: SAMLEDE VÆRKER II
107. Klaus Rifbjerg: DEN KRONISKE USKYLD
108. Joseph Roth: RADETZKYMARCH
109. St.St. Blicher: TRÆKFUGLENE
110. Lise Bræmmer: HVAD SKAL VI BAGE?
111. Peter Freuchen: ERINDRINGER
112. Frank Jæger: KAPELLANEN OG ANDRE FORTÆLLINGER

### Yderligere udvalg
1. Lise Nørgaard (1984), Volmer, Gyldendals Tranebøger, Gyldendal, ISBN 87-01-53972-8, Wikidata  Q65619745